# سی‌اس‌اس کلمبیا
سی‌اس‌اس کلمبیا (به انگلیسی: CSS Columbia) یک کشتی بود که طول آن ۲۱۶ فوت (۶۶ متر) بود. این کشتی در سال ۱۸۶۴ ساخته شد.

## تاریخچه ساخت
کلمبیا در چارلستون کارولینای جنوبی در سال ۱۸۶۴ ساخته شد. در مارس ۱۸۶۴ به آب انداخته شد و در همان سال، وارد خدمت شد. این کشتی در سال ۱۸۶۵ به دست نیروهای متحد افتاد. ولی به دلیل از کار افتادن و غیرقابل استفاده بودن، در سال ۱۸۶۷ قطعات باقی‌مانده از آن فروخته شد.